# 스베토슬라브 수로냐

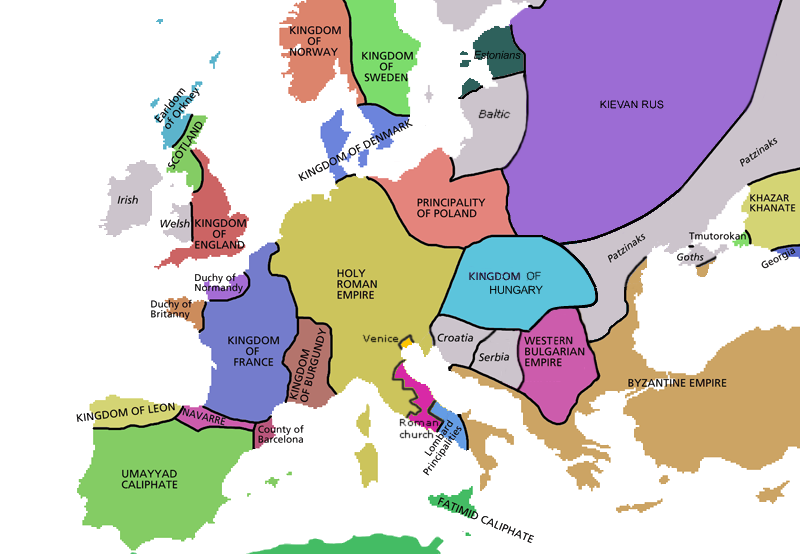
998년 당시의 유럽 지도

스베토슬라브 수로냐(크로아티아어: Svetoslav Suronja, 생년 미상 ~ 몰년 미상)는 크로아티아의 국왕(재위: 997년 ~ 1000년)이다. 트르피미로비치 왕조(Trpimirović) 출신이다.

## 생애
스체판 드르지슬라브(Stjepan Držislav)의 아들로 태어났으며 997년에 스체판 드르지슬라브의 뒤를 이어 크로아티아의 국왕으로 즉위했다.
스체판 드르지슬라브가 사망한 이후에 크레시미르 3세(Krešimir III)와 고이슬라브(Gojslav) 형제는 스베토슬라브의 왕위 계승에 반대하는 반란을 일으켰다. 불가리아 제1제국의 차르였던 사무일은 크레시미르와 고이슬라브 형제를 지지했고 비잔티움 제국은 스베토슬라브 국왕을 지지했다. 998년에는 불가리아 군대가 크로아티아를 침공했지만 자다르 전투에서 패전하고 만다.
999년 가을에는 스베토슬라브 국왕의 지배에 불만을 갖고 있던 달마티아의 도시들이 베네치아 공화국에 지원을 호소했다. 1000년에는 베네치아 공화국의 도제를 역임하고 있던 피에트로 오르세올로 2세의 지시에 따라 베네치아 공화국 군대가 크로아티아를 상대로 전투를 벌였다. 크로아티아는 1000년 5월에 츠레스섬, 로신섬, 크르크섬, 라브섬을 베네치아 공화국의 도제에게 양도하게 된다.
| 전임 스체판 드르지슬라브 | 크로아티아의 국왕 997년 ~ 1000년 | 후임 크레시미르 3세, 고이슬라브 |

## 같이 보기
- 트르피미로비치 왕조
- 크로아티아의 역사